# Ekrixinatosaurus
Ekrixinatosaurus là một chi khủng long, được Calvo Rubilar-Rogers & Moreno mô tả khoa học năm 2004.